# Ferroin
Ferroin ist ein Chelatkomplex aus komplex gebundenem Eisen(II) oder im weiteren Sinne Eisen(III) (Ferriin), und (1,10)-Phenanthrolin. Das Gegenion ist in der Regel Sulfat (SO42−). 
Ferroin dient bei Redoxtitrationen (z. B. Cerimetrie) als Redoxindikator, da sich die Farbe des Komplexes durch Oxidation von rot (Fe2+, Ferroin) nach blau (Fe3+, Ferriin) verändert. Das Standardredoxpotential E0 bei pH = 7 beträgt +1,06 V.